# Kong: Skull Island
Kong: Skull Island è un film del 2017 diretto da Jordan Vogt-Roberts e scritto da Dan Gilroy, Derek Connolly e Max Borenstein. È interpretato da Tom Hiddleston, Samuel L. Jackson, John Goodman, Brie Larson, Jing Tian, Toby Kebbell, John Ortiz, Corey Hawkins, Jason Mitchell, Shea Whigham, Thomas Mann, Terry Notary, e John C. Reilly.
È un reboot del franchise di King Kong e il secondo capitolo del MonsterVerse, iniziata con Godzilla (2014) e proseguita con Godzilla II - King of the Monsters (2019), Godzilla vs. Kong (2021), e Godzilla e Kong - Il nuovo impero (2024).
Il film è uscito nelle sale cinematografiche a marzo 2017, ottenendo recensioni positive e un incasso globale di 568 milioni di dollari, divenendo il maggiore incasso dei franchise del MonsterVerse e di King Kong prima di venire sorpassato da Godzilla e Kong - Il nuovo impero. È stato inoltre candidato a diversi premi, tra cui l'Oscar ai migliori effetti speciali.

## Trama
Nel 1944, durante la seconda guerra mondiale, un pilota statunitense e uno giapponese precipitano coi loro aerei su un'isola, apparentemente deserta, nel sud del Pacifico. Mentre combattono all'ultimo sangue, una gigantesca creatura si staglia di fronte a loro.
Nel 1973 l'ex capitano del Servizio Aereo Speciale britannico James Conrad viene assunto dall'agente del governo Bill Randa per guidare una spedizione per esplorare e creare una mappa di un'isola, nota come l'Isola del Teschio. Randa recluta anche gli Sky Devils, uno squadrone di elicotteristi fino a pochi mesi prima impegnato nella guerra in Vietnam, guidati dal tenente colonnello Preston Packard. Al gruppo si unisce anche la fotoreporter pacifista Mason Weaver, che crede che la spedizione scientifica sia in realtà una copertura di un'operazione militare segreta.
Arrivati all'Isola del Teschio, gli uomini di Packard cominciano a lanciare esplosivi sviluppati dal sismologo Houston Brooks per determinare la consistenza del terreno, scoprendo che l'isola è cava all'interno e si sviluppa in grandi profondità. Tuttavia gli elicotteri sono improvvisamente attaccati e distrutti da un gorilla alto 32 metri. I superstiti si ritrovano divisi in due gruppi posti in due luoghi differenti sul territorio dell'isola, e l'unica speranza per essere salvati è raggiungere la squadra di rifornimento che si farà trovare dopo tre giorni nella parte settentrionale dell'isola. Packard minaccia Randa affinché gli confessi tutto quello che in realtà sa e l'agente governativo gli rivela la propria appartenenza all'organizzazione governativa segreta Monarch, nonché il vero scopo della spedizione: acquisire le prove dell'esistenza di mostri che un tempo dominavano il mondo al fine di prepararsi a fronteggiarli quando queste creature, come si teme, ritorneranno.
Packard e gli uomini sopravvissuti (tra cui il braccio destro del colonnello, il maggiore Jack Chapman) iniziano la ricerca dei membri della spedizione dispersi ma subiscono l'attacco di un ragno gigante dalle lunghe zampe che uccide uno di loro. I soldati riescono a uccidere la creatura tagliandole le zampe e Packard riesce a spararle in faccia. Nel frattempo Conrad, Weaver, Brooks, San Lin, Reg Slivko e Victor Nieves incontrano prima un bufalo enorme ma docile e poi una tribù di indigeni dell'isola e soprattutto fanno la conoscenza di Hank Marlow, il pilota statunitense precipitato nel 1944. Marlow spiega che l'enorme gorilla che hanno incontrato si chiama Kong ed è il guardiano dell'isola, adorato come un dio dagli indigeni poiché li protegge dagli Strisciateschi, mostri bipedi rettiloidi che vivono sottoterra e che hanno sterminato la stirpe di Kong, che è quindi l'ultimo della sua specie. Marlow spiega che Kong sta ancora crescendo e che ha attaccato gli elicotteri solo per difendere il territorio ed evitare che le bombe risvegliassero lo Strisciateschi alpha, che in passato aveva ucciso i genitori di Kong. Per fortuna hanno svegliato degli Strisciateschi giovani e Kong, che ne vede uno mangiare un bufalo mentre un altro appare dietro di lui, riesce a ucciderli entrambi.
Il gruppo confida a Marlow che c'è una possibilità di fuggire raggiungendo la parte nord dell'isola e insieme finiscono di costruire una barca fatta con i pezzi degli aerei precipitati nel 1944 per navigare lungo il fiume e raggiungere il punto di incontro. Il gruppo di Conrad percorre il fiume, dove viene attaccato da uno stormo di Psychovulture (giganti rettili alati) che uccidono Nieves, ma riesce comunque a ricongiungersi alla squadra di Packard. Costui insiste sulla necessità di trovare Chapman, che però è già stato ucciso. Infatti Chapman aveva prima incontrato Kong, che non lo ha attaccato, assistendo allo scontro del gorilla con un polpo gigante di acqua dolce dell'isola, su cui Kong riesce ad avere la meglio uccidendolo e mangiandone alcuni tentacoli. Successivamente, Chapman ha un incontro con una spore mantis, una specie carnivora di insetto stecco; la spore mantis scappa via spaventata da qualcosa alle spalle di Chapman, ovvero uno Strisciateschi che divora il soldato in un attimo. 
Packard, accecato dall'odio, vuole ancora dare la caccia a Kong per vendicare la morte dei suoi uomini, nonostante l'opposizione di Marlow che tenta di spiegare che, senza Kong, gli Strisciateschi continueranno a proliferare senza controllo. Packard sembra irremovibile e riesce a recuperare del napalm e altri esplosivi per attirare il gorilla in una trappola e ucciderlo, mentre Conrad decide di condurre il personale non militare verso il team di rifornimento. Poco dopo però, nel cuore della notte, Conrad e Weaver si ritrovano Kong a pochi metri da loro. L'incontro fa capire ai due che Kong non è pericoloso e decidono di aiutarlo. La trappola contro Kong ha successo, ma il gruppo di Conrad ferma Packard prima che uccida il guardiano dell'isola.
Nella situazione di stallo venutasi a creare, il gruppo è improvvisamente colto di sorpresa dal risveglio di dello Strisciateschi alpha. Packard, rimasto indietro mentre gli altri fuggono, decide di uccidere Kong, ma quest'ultimo lo schiaccia prima che possa innescare le cariche. Kong, ferito, è sopraffatto dallo Strisciateschi alpha, che poi si lancia all'inseguimento dei sopravvissuti nella loro corsa verso la riva. Dopo che il capitano Earl Cole cerca di sacrificarsi inutilmente per fermare il mostro, Kong torna a combattere e dopo un feroce scontro apparentemente uccide la bestia con un vecchio rotore di barca. A causa dell'impatto dello Strisciateschi contro la montagna, Weaver precipita in un fiume ma viene salvata da Kong. All'improvviso, il mostro approfitta della distrazione del nemico per attaccare Kong alle spalle e divorare Weaver, avvolgendo il braccio di Kong con la lingua, ma il primate riesce ad ucciderlo strappandogli letteralmente le viscere dalla bocca, salvando nuovamente la ragazza.
Finito lo scontro, gli uomini sopravvissuti lasciano finalmente l'isola vedendo gli elicotteri da soccorso, mentre Kong li osserva da lontano. Nella scena durante i titoli di coda, si vede Marlow tornare a casa riunendosi con la moglie e il figlio, che incontra per la prima volta.
In una scena dopo i titoli di coda, Conrad e Weaver sono tenuti sotto interrogatorio dalla Monarch e informati da Brooks e Lin che Kong non è l'unico mostro a vagare per il mondo: vengono, quindi, mostrati loro dei filmati di repertorio di pitture rupestri che ritraggono Godzilla, King Ghidorah, Rodan e Mothra, e la raffigurazione di una battaglia tra Godzilla e King Ghidorah. Infine, sullo schermo nero, si ode il ruggito di Godzilla.

## Personaggi

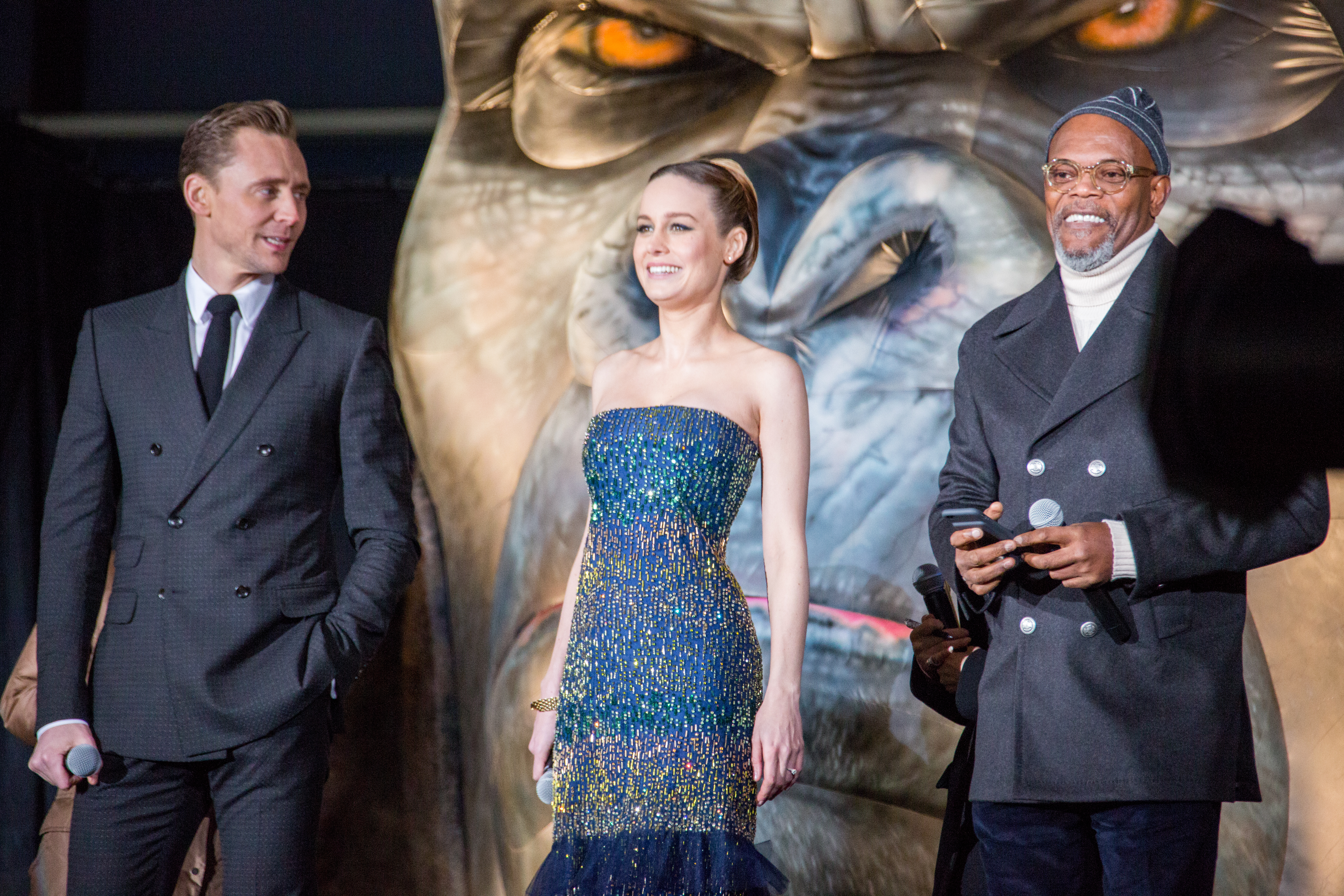
Tom Hiddleston, Brie Larson e Samuel L. Jackson, con alle spalle una ricostruzione del viso di Kong, all'anteprima giapponese del film nel marzo 2017

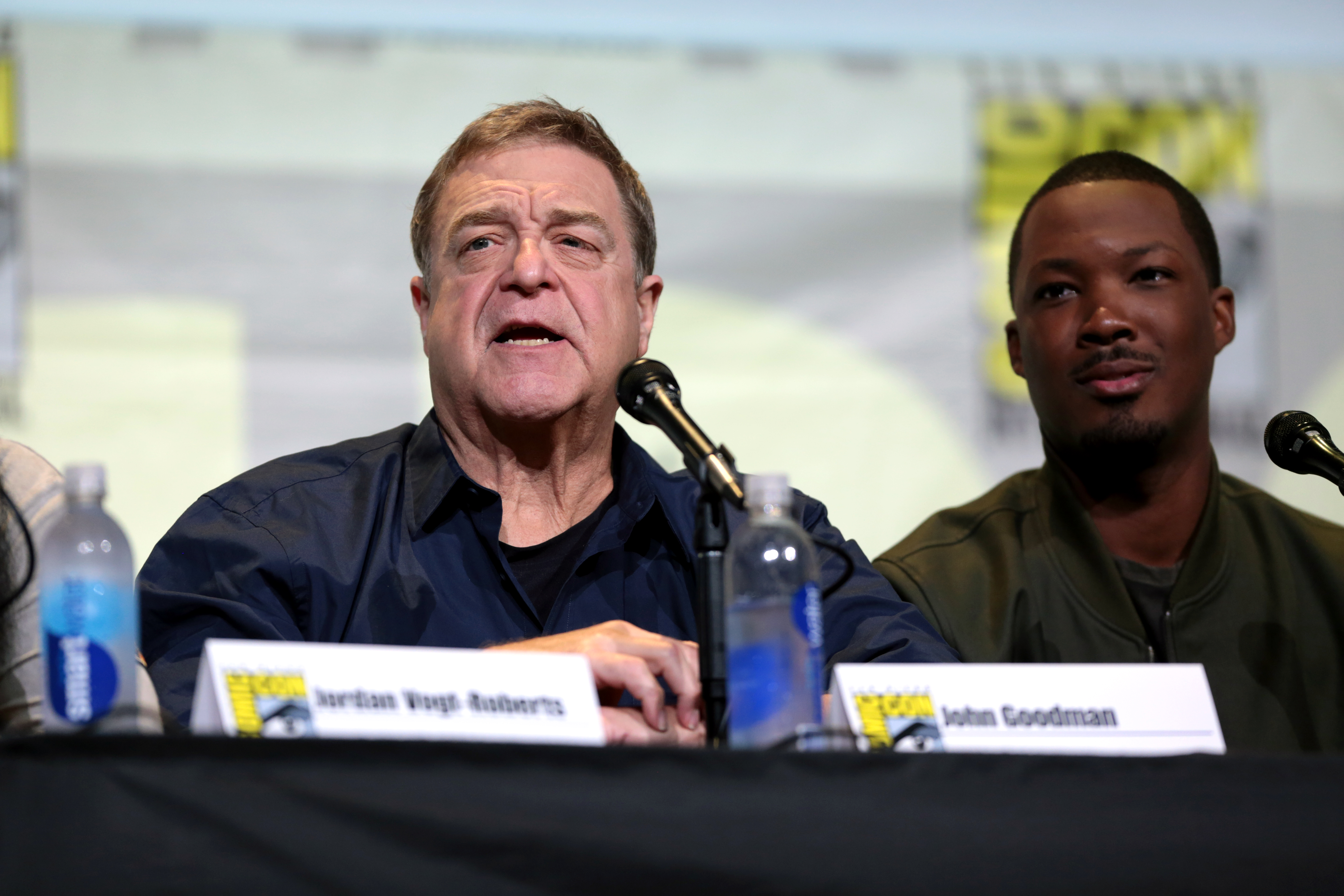
John Goodman e Corey Hawkins al San Diego Comic-Con 2016

- Tom Hiddleston: James Conrad, ex capitano dello Special Air Service che ha prestato servizio nella guerra del Vietnam con l'Australian Special Air Service Regiment. Viene assunto da Randa come cacciatore e tracker per la spedizione sull'isola del Teschio.[3] Hiddleston ha descritto il suo personaggio come un uomo che "non ha alcuna fedeltà politica nel conflitto", ma che lo comprende.[4] Afferma inoltre che: "è un ex soldato che è stato formato da una comprensione della guerra, ma le sue abilità specifiche sono qualcosa che è collegato al potere della natura; e penso che sia qualcosa che le persone non vedono da molto tempo."[4]
- Samuel L. Jackson: Preston Packard, tenente colonnello dell'esercito degli Stati Uniti e il capo della squadriglia di elicotteri Sky Devils, assegnati come scorta militare della spedizione. Jackson ha paragonato il suo personaggio al capitano Achab di Moby Dick, affermando: "Deve esigere una certa vendetta per le persone che ha perso. Questa è proprio la natura di come operiamo: occhio per occhio!"[4]
- John Goodman: William "Bill" Randa, responsabile della spedizione e alto funzionario dell'organizzazione governativa segreta Monarch. Trent'anni prima prestava servizio sulla nave USS Lawton, che venne attaccata e fatta affondare da un misterioso mostro marino; unico superstite dell'attacco (tenuto nascosto dall'opinione pubblica), passò gli anni successivi ad acquisire le prove dell'esistenza di tali mostri, che un tempo dominavano il mondo, al fine di prepararsi a fronteggiarli quando queste creature ritorneranno.[4]
- Brie Larson: Mason Weaver, una fotoreporter investigativa e pacifista. Larson ha affermato che il suo personaggio ha il proprio "tipo di motivo" per unirsi alla spedizione: "Questa è la cosa interessante di questo film. È un gruppo di disadattati che provengono tutti da angolazioni diverse e guardano la stessa cosa. Puoi vedere quanti punti di vista diversi riguardo alla natura e al modo in cui dovremmo gestirla sono trattati da molte prospettive diverse."[4] Ha anche affermato che Weaver ha un "interesse e rispetto per la natura", e che "grazie a ciò ha un rapporto più stretto, più amorevole e intimo con Kong."[4]
- Corey Hawkins: Houston Brooks, un geologo e laureato alla università Yale, reclutato da Monarch per le sue teorie rivoluzionarie sulla sismologia.[5] Una versione anziana del personaggio ricompare in Godzilla II - King of the Monsters, interpretato da Joe Morton.
- John C. Reilly: Hank Marlow, ex tenente delle forze aeree dell'esercito degli Stati Uniti del 45° Pursuit Squadron, rimasto sull'isola per quasi 29 anni dopo esserci precipitato con il suo aereo durante la seconda guerra mondiale. Finì sull'isola assieme al giapponese Gunpei Ikari, che da nemico di guerra divenne suo grande amico, prima che venisse ucciso da uno Strisciateschi. Conosce le creature dell'isola ed è amico dei nativi Iwi. Dato che è rimasto sull'isola per decenni e il suo unico contatto umano dopo Gunpei è stato la silenziosa e stoica tribù Iwi, Marlow è inizialmente un tipo solitario e un po’ paranoico, ma inizia a legare con i membri del gruppo una volta incontrati. Will Brittain interpreta Marlow da giovane, e anche suo figlio.
- Toby Kebbell: Jack Chapman, maggiore dell'esercito degli Stati Uniti e pilota degli elicotteri Sea Stallion, braccio destro di Packard. È il primo membro della spedizione a venire ucciso da uno Strisciateschi.
- John Ortiz: supervisore Victor Nieves, alto funzionario Landsat della spedizione.
- Jason Mitchell: Glenn Mills, maresciallo e pilota degli elicotteri Sky Devils, caro amico di Cole. Viene descritto come un soldato che "in tempo di crisi tiene alto il morale dei suoi compagni con una litania di battute. Ma dietro l'umorismo c'è un soldato fedele che farebbe qualsiasi cosa per la sua squadra e seguirebbe Packard all'inferno se il colonnello glielo chiedesse."[6]
- Shea Whigham: Earl Cole, un capitano esperto degli Sky Devils che brandisce un AK-47 anziché un M16, caro amico di Mills. A causa del disturbo da stress post-traumatico acquisito durante la guerra del Vietnam, Cole ha iniziato a vedere il mondo con una prospettiva diversa; infatti, dopo l'attacco di Kong, lo si vede molto più tranquillo rispetto agli altri, e definisce l'esperienza come un "incontro non convenzionale".
- Jing Tian: San Lin, una biologa che lavora per Monarch. Secondo Vogt-Roberts e Borenstein, il suo ruolo era inizialmente più ampio, ma le riscritture della sceneggiatura lo hanno ridotto.
- Thomas Mann: Reg Slivko, un ufficiale degli Sky Devils che gira sull'isola con un giradischi portatile.
- Terry Notary e Toby Kebbell: Kong (interpretazione in motion capture), gigantesco gorilla bipede di 32 metri, ultimo della sua specie ed adorato come il re e dio dell'Isola del Teschio dai nativi Iwi, poiché li protegge dagli Strisciateschi. Nel film, Marlow rivela che Kong è giovane e sta ancora crescendo, e che la sua famiglia fu sterminata dallo Strisciateschi alpha. Notary ha affermato che Kong è un adolescente e ha cercato di interpretarlo come un "quattordicenne intrappolato nella vita di un adulto";[7] ci sono voluti tre giorni per filmare le scene in motion capture.[7] Oltre a interpretare Chapman, Toby Kebbell ha anche fornito alcuni riferimenti facciali per Kong.[8]

Inoltre, Eugene Cordero appare nei panni di Reles, un ufficiale di mandato degli Sky Devils e artigliere di Packard; Marc Evan Jackson interpreta Steve Woodward, un impiegato Landsat durante la spedizione; Richard Jenkins interpreta il senatore Al Willis, politico che a malincuore finanzia la spedizione; Miyavi interpreta Gunpei Ikari, un pilota giapponese della seconda guerra mondiale che si schianta sull'Isola del Teschio insieme a Marlow; e Robert Taylor interpreta il capitano della Athena.
Thomas Middleditch, che appare nel film successivo Godzilla II - King of the Monsters, dà la voce a Jerry, un membro degli Sky Devils. Moisés Arias, Nick Robinson ed Erin Moriarty appaiono come ospiti del bar.

## Produzione

### Sviluppo

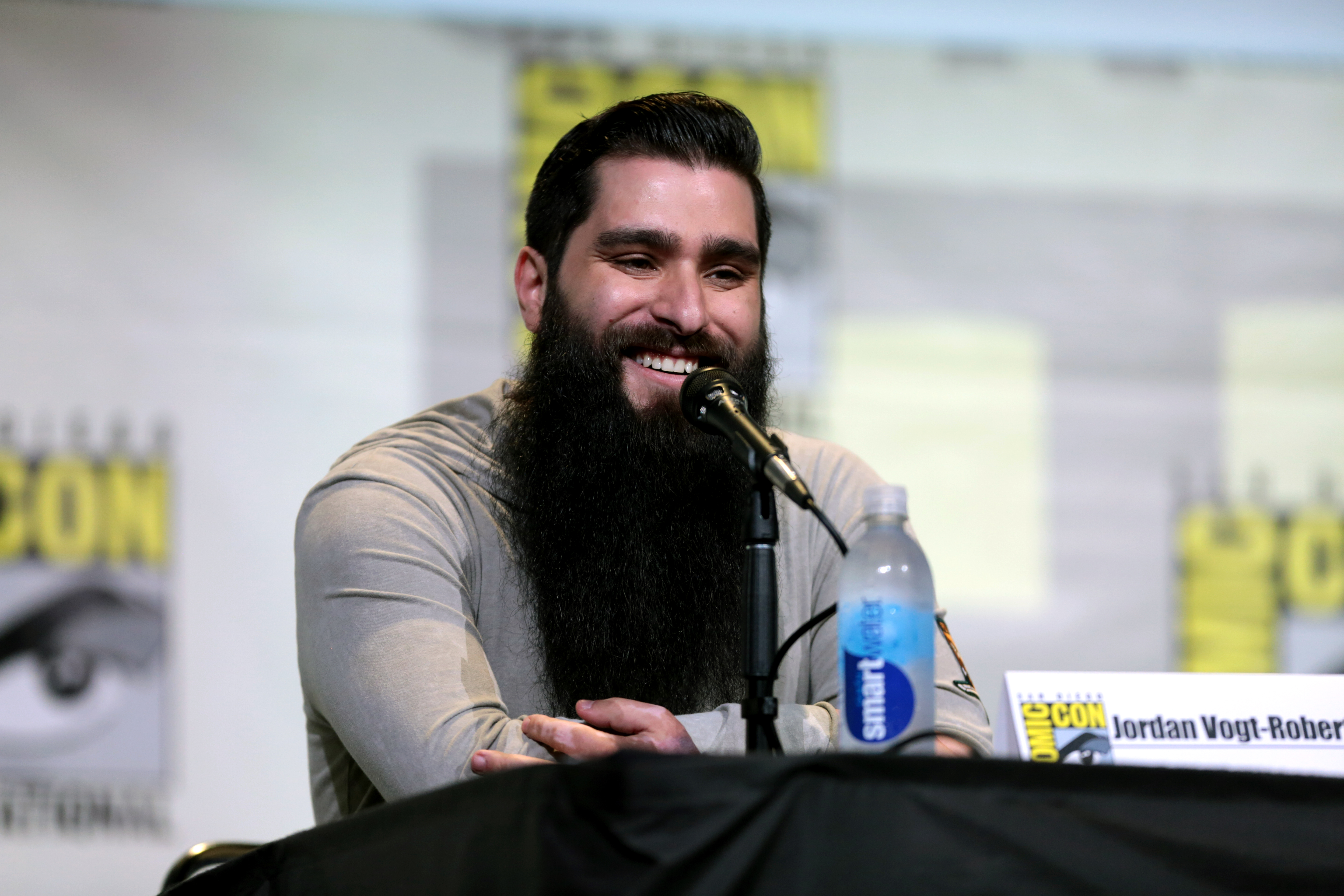
Il regista Jordan Vogt-Roberts al San Diego Comic-Con 2016

Il progetto, originariamente intitolato Skull Island, fu inizialmente concepito come sequel del film King Kong del 2005; il suo regista Peter Jackson prese in considerazione come registi Adam Wingard nel 2013 (il quale ha poi diretto Godzilla vs. Kong del 2021) e Guillermo del Toro nel 2014. Dopo il cambio degli studi di produzione, Wingard, Jackson e Del Toro furono esclusi dal progetto, mentre Mary Parent rimase come produttrice. Nel 2014, il film fu annunciato al San Diego Comic-Con, stavolta come prequel del film originale di King Kong del 1933. Inizialmente doveva essere distribuito dalla Universal Pictures, ma la Legendary passò il progetto alla Warner Bros., in modo da sviluppare un universo cinematografico condiviso tra King Kong e Godzilla, che prese il nome di MonsterVerse. Il film definitivo pertanto non ha alcun collegamento con i film di King Kong del 1933 e 2005.
Legendary propose a Joe Cornish di dirigere il film, ma nel settembre 2014 lo studio annunciò ufficialmente Jordan Vogt-Roberts come regista.

### Sceneggiatura
La prima bozza del film fu scritta da Max Borenstein (sceneggiatore di Godzilla del 2014), mentre John Gatins venne assunto per scrivere una seconda bozza. Borenstein ha citato il film Apocalypse Now come influenza principale sulla sceneggiatura: "Quello che mi è venuto in mente per il paradigma del film è stato Apocalypse Now. Questo è ovviamente un film di guerra, ma mi piaceva l'idea che le persone risalissero il fiume per affrontare una forza incompresa che considerano un cattivo, ma alla fine si rendono conto che è molto più complicato."
Prima che Vogt-Roberts salisse come regista, Borenstein aveva immaginato che il film sarebbe iniziato durante la guerra del Vietnam per poi passare al presente. Dopo che Legendary rifiutò, Borenstein riscrisse la sceneggiatura come prequel del film originale di King Kong (1933), ambientandolo nel 1917 durante la prima guerra mondiale e mantenendo il concept ispirato ad Apocalypse Now. Questo vedeva inizialmente il personaggio di Tom Hiddleston guidare una squadra di soccorso sull'isola del teschio per ritrovare il suo fratello scomparso, rimasto bloccato sull'isola mentre cercava un "Titan Serum", siero che si credeva potesse curasse qualsiasi malattia. Dopodiché, Borenstein riscrisse nuovamente la storia ambientandola nel presente.
Dopo che Jordan Vogt-Roberts si unì al progetto, incontrò Borenstein e apprezzò il suo concept di Apocalypse Now, e lo propose alla Legendary; lo studio quindi accettò di ambientare la storia alla fine della guerra del Vietnam. È stato poi rivelato che Dan Gilroy collaborò con Borenstein e Gatins. Il 18 agosto 2015, è stato confermato che Derek Connolly stava riscrivendo la sceneggiatura. Borenstein ha lavorato a un passaggio finale della storia prima dell'inizio delle riprese.
Gilroy ha rivelato che molti retroscena e momenti dei personaggi furono eliminati dalla sua bozza. Quest'ultima infatti prevedeva che venisse dedicato più spazio all'esplorazione del passato e delle motivazioni dei protagonisti, in particolare di Mason Weaver e James Conrad:
()
Ciò nonostante, ha ritenuto che la pellicola si fosse rivelata "un buon film" a prescindere.

### Design delle creature
Il regista Vogt-Roberts ha dichiarato che voleva che Kong apparisse iconico e abbastanza diretto, in modo che la sua immagine fosse riconoscibile anche se fosse stato "disegnato da un alunno di terza elementare". Vogt-Roberts voleva anche che Kong si sentisse come un "dio solitario, una figura cupa che gironzolava per quest'isola", e realizzò il design basandosi sull'incarnazione del 1933, che presentava il personaggio come una "creatura bipede che cammina in posizione eretta". Vogt-Roberts ha inoltre affermato: "Il nostro Kong è pensato per essere un ritorno alla versione del '33. [Kong] era un mostro cinematografico, quindi abbiamo lavorato davvero duramente per prendere alcuni degli elementi della versione del '33, alcune di quelle caratteristiche esagerate, alcune di quelle qualità da cartone animato e iconiche, per poi farle a modo nostro [...] Abbiamo creato qualcosa che in una certa misura è servito come un ritorno all'ispirazione per ciò che ha dato inizio a tutto questo, ma poi anche renderla una creatura completamente unica e diversa che - mi piacerebbe pensare - è completamente contenuta e identificabile come la versione di King Kong del 2017."
Il film anime Princess Mononoke di Hayao Miyazaki ha influenzato il design e l'approccio dei mostri del film; Vogt-Roberts ha dichiarato: "Princess Mononoke di Miyazaki è stato in realtà un importante riferimento per il modo in cui le creature spirituali hanno dei propri domini e si adattano all'interno di essi. Una cosa fondamentale è stata quella di immaginare tali creature molto realistiche in modo da esistere in un ecosistema selvaggio, qualcosa che le rendesse meravigliose e terrificanti allo stesso tempo. Nel momento in cui si vede un ragno gigante o un bufalo d'acqua, una parte di voi dirà: 'Questa è la cosa più incredibile che abbia mai visto. Oh mio Dio, sta venendo ad uccidermi, dovrò scappare per salvarmi!'"
Gli Strisciateschi sono ispirati ad una lucertola gigante a due braccia comparsa nel film originale di King Kong del 1933, nonché al primo angelo di Neon Genesis Evangelion, Senza-Faccia de La città incantata, e Cubone dei Pokémon.

### Riprese

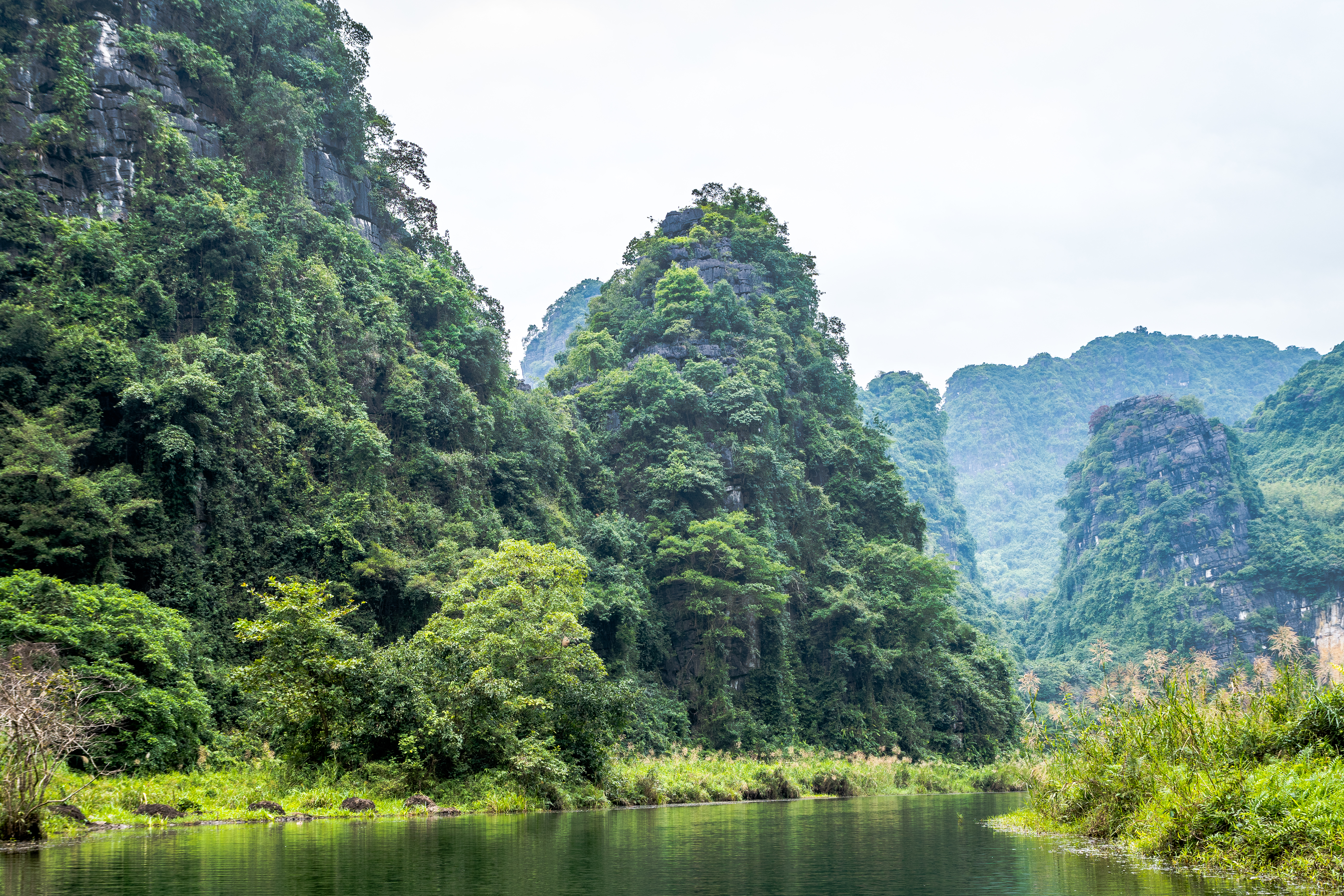
Ninh Bình, Vietnam

Le riprese del film sono iniziate il 19 ottobre 2015, e sono durate circa cinque mesi, concludendosi il 18 marzo 2016.
Il film è stato girato alle Hawaii, sull'isola di Oahu, in Australia, sulla Gold Coast, e in parte in nord Vietnam.
Jordan Vogt-Roberts ha rivelato di aver girato il film con lenti anamorfiche per videocamera realizzate in collaborazione con la Panavision, perfette per dare un tocco vintage alle immagini.

### Cast
I ruoli di Samuel L. Jackson e a John C. Reilly furono inizialmente proposti agli attori J. K. Simmons e Michael Keaton, i quali tuttavia non presero parte a causa di difficoltà di programmazione.
Terry Notary ha interpretato Kong attraverso la motion capture.
Per prepararsi alle riprese, il cast ha affrontato una lunga e accurata preparazione fisica e militare, oltre ad aver trascorso del tempo con degli ex soldati.

## Promozione
Il primo trailer del film venne mostrato al San Diego Comic-Con 2016.
In occasione dell'uscita del film fu realizzato un corto in realtà virtuale intitolato Kong VR: Destination Skull Island, reso disponibile in alcuni negozi e punti di vendita della Samsung e in 15 sale cinematografiche della AMC Theater.

## Distribuzione
Il film è uscito nelle sale cinematografiche italiane il 9 marzo 2017, mentre in quelle statunitensi il 10 marzo 2017, in occasione dell'84º anniversario del franchise.

## Accoglienza

### Incassi
A fronte di un budget di $ 185 milioni, il film ha incassato 168 milioni di dollari in Nord America e 398 milioni nel resto del mondo, per un totale di 566 milioni di dollari.

### Critica
Il film ha ricevuto recensioni generalmente positive dalla critica. Il sito Rotten Tomatoes riporta che il 75% delle 395 recensioni professionali ha dato un giudizio positivo sul film, con un punteggio medio di 6.5/10; il commento del sito recita: "Offrendo un'esaltante delizia per gli occhi, solida recitazione e una storia frenetica, Kong: Skull Island guadagna il suo posto nei miti dei mostri cinematografici senza mai abbinarsi al classico originale". Su Metacritic il film detiene un punteggio di 62 su 100, basato sul parere di 49 critici.
Il film è stato inoltre candidato ai Premi Oscar 2018 nella categoria migliori effetti speciali.

## Riconoscimenti
- 2018 - Premio Oscar
  - Candidatura per i migliori effetti speciali a Stephen Rosenbaum, Jeff White, Scott Benza e Mike Meinardus

## Altri media

### Libri e fumetti
Il 14 marzo 2017 è stata pubblicata una trasposizione letteraria scritta da Tim Lebbon.
Il 12 aprile 2017, Legendary Comics ha pubblicato una miniserie a fumetti di quattro numeri, intitolata Skull Island: The Birth of Kong, che funge sia da prequel che da sequel del film. La serie segue un team segreto di operativi della Monarch, tra cui vi è Houston Brooks (interpretato da Corey Hawkins nel film) e suo figlio Aaron, che tornano sull'isola del teschio per scoprire la verità dietro a Kong e all'isola, riportando alla luce l'antica guerra tra gli Strisciateschi e la stirpe di Kong (solo accennata nel film) nella quale Kong perse i genitori e rimase l'ultimo della sua specie.

### Serie televisive
Nel gennaio 2021 è stata annunciata una serie animata in stile anime ambientata nel MonsterVerse, intitolata Skull Island. È incentrata su un gruppo di personaggi naufraghi che cercano di sfuggire dall'Isola del Teschio, dimora di vari mostri preistorici. Co-prodotta da Legendary Television, Tractor Pants Productions, Powerhouse Animation Studios e Netflix Animation, la serie è stata distribuita internazionalmente su Netflix dal 22 giugno 2023.
Il personaggio di Bill Randa, interpretato da John Goodman, riappare nella serie televisiva in live-action Monarch: Legacy of Monsters del 2023, con Anders Holm che interpreta una sua versione da giovane.

## Merchandising
Tra gli oggetti di merchandising basati sulla pellicola figurano una linea di giocattoli e action figure sulle creature, i personaggi e i mezzi di trasporto del film (realizzati, tra gli altri, dalla Playmates e dalla Lanard), dei costumi di Kong dalla Rubie's, delle statue di Kong e dello Strisciateschi alpha dalla Star Ace Toys e Prime 1 Studio, e dei Funko Pop dalla Funko.

## Sequel
Il film fa parte dell'universo cinematografico MonsterVerse, lo stesso del film Godzilla realizzato anch'esso dalla Legendary Pictures nel 2014. Un crossover tra le due creature protagoniste di tali saghe, intitolato Godzilla vs. Kong, è uscito nel 2021.